# Samoubilačka inhibicija
U biohemiji, samoubilačka inhibicija, takođe poznata kao samoubilačka inaktivacija ili na mehanizamu bazirana inhibicija, ireverzibilna je forma enzimske inhibicije do koje dolazi kad se enzim veže za supstratni analog i formira ireverzibilni kompleks sa njim putem kovalentne veze tokom "normalne" katalitičke reakcije. Inhibitor se vezuje za aktivno mesto gde biva modifikovan enzimom da proizvede reaktivnu grupu, koja ireverzibilno reaguje i formira stabilni kompleks inhibitora i enzima. Obično u reakciji učestvuje prostetička grupa ili koenzim, koja formira elektrofilna alfa i beta nezasićena karbonilna jedinjenja i imine.

## Primeri
Neki od kliničkih primera samoubistvenih inhibitora su:
- Aspirin, koji inhibira ciklookdigenazu 1 i 2.
- Penicilin, koji inhibira DD-transpeptidazu tako da se ometa izgradnja bakterijskih ćelijskih zidova.
- Sulbaktam, koji sprečava metabolizam penicilina u bakterijskim vrstama koje su otporne na penicilin.
- Alopurinol, koji inhibira produkciju urinske kiseline pomoću ksantinske oksidaze u tretmanu gihta.
- AZT (zidovudin) i drugi lanac-terminirajući nukleozidni analozi inhibiraju HIV-1 reverznu transkriptazu u tretmanu HIV/AIDS.
- Eflornitin, jedan od lekova koji se koriste za tretiranje bolesti spavanja, je samoubilački inhibitor ornitinske dekarboksilaze.
- Sarin je samoubilački inhibitor acetilholinesteraze.
- 5-fluorouracil deluje kao samoubilački inhibitor timidilatne sintaze tokom sinteze timina iz uridina. Ova reakcija je ključna za ćelijsku proliferaciju, a posebno za ćelije koje se brzo dele (kao što su brzo rastuću tumori). Putem inhibicije ovog koraka, ćelije umiru od nedostatka timina, pošto ne mogu da formiraju DNK. Ovo se često koristu u kombinaciji sa Metotreksatom, potentnim inhibitorom dihidrofolatne reduktaze.
- Eksemestan, lek koji se koristi u tretmanu raka dojke, je inhibitor aromataze.
- Selegilin, samoubilački inaktivator monoaminske oksidaze[1]
- Vigabatrin je antikonvulsant koji je samoubilački inhibitor GABA-T.

## Racionalni dizajn lekova
Samoubilački inhibitori se koriste u "racionalnom dizajnu lekova", gde se radi na kreiranju novog supstrat, na bazi već poznatog mehanizma i supstrata. Glavni cilj ovog pristupa je kreiranje supstrata koji nisu reaktivni dok se ne nađu u aktivnom mestu enzima, i koji su isto tako veoma specifični. Prednost lekova razvijenih na ovaj način je da proizvode mali broj nuspojava.